# Нейтральные воды (фильм, 1968)
«Нейтра́льные во́ды» — остросюжетный кинофильм о советских военных моряках.

## Сюжет
Холодная война. Крейсер ВМФ СССР выполняет задание по слежению за кораблём ВМС США в нейтральных водах восточной части Средиземного моря. Несмотря на уважительное отношение военных моряков противостоящих держав друг к другу, в любой момент может произойти провокация…

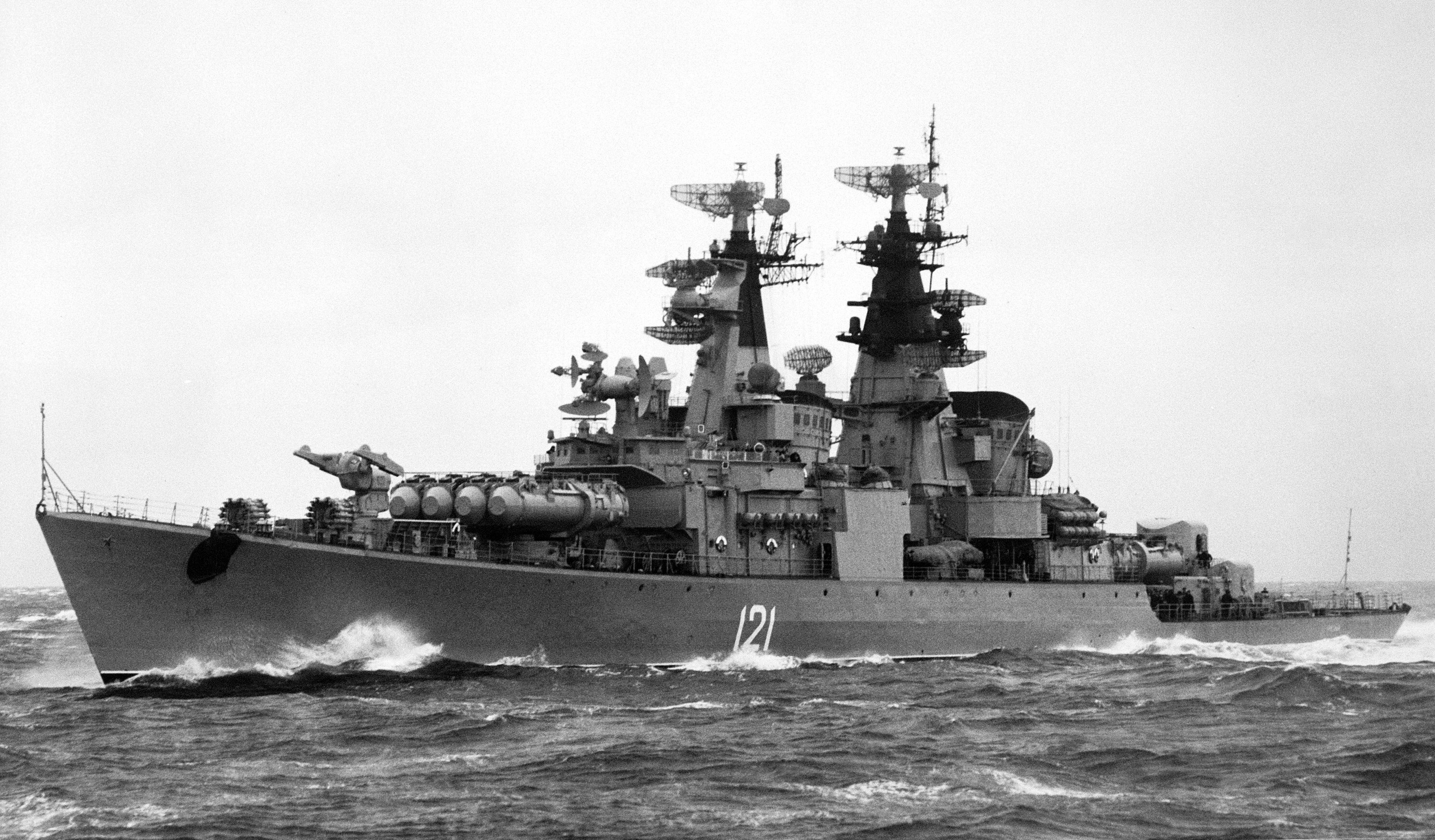
Крейсер «Грозный» в Средиземном море

## В ролях
- Кирилл Лавров — командир корабля Федор Платонович Бурмин
- Владимир Четвериков — матрос-секретчик Евгений Гридасов
- Владимир Самойлов — комбриг
- Геннадий Карнович-Валуа — Сергей Николаевич, замполит
- Александр Ушаков — Александр Петрович, старпом
- Валентин Рудович — капитан 3 ранга
- Евгений Быкадоров — капитан 2 ранга
- Евгений Кузнецов — вице-адмирал
- Всеволод Кузнецов — мичман-секретчик
- Алексей Панькин — Николай Дмитриевич Петров, матрос
- Александр Голобородько — командир американского фрегата
- Михаил Янушкевич — американский матрос Джон
- Нина Попова — Ирина
- Антонина Дмитриева — Пелагея Ивановна Гридасова, мать Жени
- Антонина Пилюс — Марина
- Александр Потапов — Юра, матрос
- Виктор Шульгин — штабист

## Съёмки
- В роли советского крейсера снимался ракетный крейсер «Грозный» Черноморского флота, который действительно неоднократно выходил на боевое дежурство в Средиземное море. Съёмки проходили в Севастополе.
- В роли американского корабля — большой противолодочный корабль «Сообразительный»
- Старпом Александр Петрович - Ушаков Александр Петрович ,будущий вице-адмирал.В 1967-1969 годах - командир ракетного крейсера "Грозный".